# مختبر المنحل
مختبر المنحل، هو مختبر بحوث في جامعة ماساتشوستس في أمهرست. صُمم أساساً لدراسة نحل العسل وتربية النحل ، ويستخدم حالياً بشكل أساسي لدراسة أنواع الملقحات الأصلية والمواد الكيميائية ومسببات الأمراض التي تؤثر على عوائلها. هذا المبنى الأكاديمي فريد من نوعه لأنه يُعزى إلى أنه الأول في الولايات المتحدة الذي أقيم حصريًا لتدريس تربية النحل.
قبل بناء المبنى، حافظت كلية الزراع جامعة ماساتشوستس على تدريس برنامج لتربية النحل لعدة سنوات كواحدة من أولى الكليات الزراعية لتدريس الموضوع في الولايات المتحدة. مع مرور الوقت، تطورت تقنيات تربية النحل، وبالتالى تحولت تربية النحل إلى عمل زراعى هام ولم تعد مجرد هواية.

## نبذة تاريخية

### نِشأة برامج تدريس تربية النحل
منذ تأسيس كلية الزراعة في ولاية ماساتشوستس، حافظت جامعة ماساتشوستس في أمهيرست على تدريس علوم تربية النحل وعلم دراسة بيئة النحل على مدى تاريخها . في عام 1870 ، تم تدريس أول دورة قصيرة حول تربية النحل في الكلية من قبل ألونزو برادلي إسك، وهو خبير في سلوك نحل العسل ورئيس رابطة مربي النحل في ولاية ماساتشوستس في ذلك الوقت. تم تدريس هذه المحاضرات لعدة سنوات وكانت نواة لكل الموضوعات التي تم تدريسها فيما بعد كما ذكر اتش تى فرلند H.T. Fernald في تقريره عن تاريخ الكلية.
قبل هذا التاريخ بعقدين فقط، وتحديداً في غرب ماساتشوستس موطن لورنزو لورين لانجستروث، الذي يُعد الأب الروحى لعلم تربية النحل . على الرغم من أنه قضى معظم حياته في فيلادلفيا ساعياً في تطوير خليته المبتكرة والمعروفة باسم خلية لانجستروث
```
(وهى حالياً خلية النحل القياسية) ، إلا أنه في عام 1852 انتقل إلى 
غرينفيلد (ماساتشوستس)
 للتعافي من المرض ومواصلة دراسته لسلوك نحل العسل.
[
7
]
 في العام التالي نشر كتابه «الخلية ونحل العسل» 
The Hive and the Honey-Bee
 والذي حقق انتشاراً واسعاً 
[
8
]
```

### بناء المنحل
أنشئ المنحل الجامعي في البداية لهدف أساسى هوتلقيح النباتات في بستان الحرم الجامعي. ومع ذلك، وعندما تم بناء المنشآت، أدرك الرئيس كيني ل. باترفيلد والفريق الإداري المعاون له وجود أغراض وإمكانات أكبر بكثير للمنحل عن الأغراض المخطط لها سابقًا. في هذا الوقت، كان يُعتبر تربية النحل مشروعًا تجاريًا جديدًا فقد كان المعتقد السائد أن تربية النحل هواية أو عمل جانبي للمزارعين لعدة عقود سابقة. 

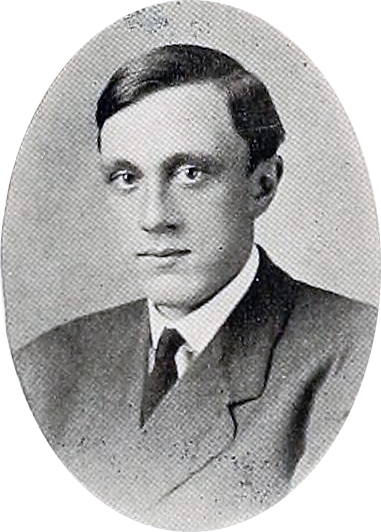
Dr. Burton Noble Gates

بنفس القدر من العمل الرائد في تربية النحل الذي نشأ في نيو إنجلاند ، كانت ولاية ماساتشوستس واحدة من أوائل الولايات التي قامت بإستحداث منصب «مفتش ولاية منحل». حيث شغل هذا المنصب لأول مرة الدكتور بيرتون ن. غيتس رائد برنامج تربية النحل بصفته أول أستاذ في المنحل، تم تعيينه في البداية بدوام جزئي لإلقاء سلسلة من المحاضرات كمتحدث ضيف خلال فصل الربيع لعام 1906. واستمر هذا الأمر حتى عام 1910 عندما عينته الإدارة كعضو دائم في هيئة التدريس، وفي الوقت نفسه قامت ببناء مختبر تربية النحل الجديد، المجهز بجميع وسائل الراحة الحديثة في ذلك الوقت. ورأوا الفرصة التي أتيحت لهم، لإجراء مزيد من البحوث حول أمراض وبيئة نحل العسل، وهو أمر لم يتم متابعته بشكل كامل من قبل مؤسسة عامة للتعليم العالي.

## البحث العلمى
قام قسم علم الحشرات بعدة دراسات في تربية النحل، وكيمياء البيئة، وتلقيح المحاصيل الحقلية، وسلوك مستعمرات نحل العسل والنحل الطنان. على الرغم من إجراء بعض الأبحاث في ساحات المنحل فأحيانا كانت تجمع البيانات على نطاق واسع من المستعمرات في محطات التجارب المختلفة. يستخدم المختبر اليوم لإجراء أبحاث حول تدهور الملقحات الطبيعية للمشروع الزراعي المنسق للمُلقحات Managed Pollinator Coordinated Agricultural Project.

### أبحاث مختارة
- Gates، Burton Noble (1908). burton beekeeping in massachusetts&pg=PA23 Bee Diseases in Massachusetts. Massachusetts Agricultural Experiment Station. OCLC:632090550. مؤرشف من الأصل في 2020-04-27. {{استشهاد بكتاب}}: تحقق من قيمة |مسار أرشيف= (مساعدة)
- Ferrar، Clayton Leon (1931). A measure of some factors affecting the development of the bee colony. Massachusetts State College. OCLC:14982766.
- Shaw، Frank Robert (1938). Bees for the beginner (in Massachusetts). Amherst, MA: Massachusetts State College Extension Service. OCLC:18718351.
- Lupien، John R. (1960). The effects of Sevin, alone and in fungicidal combinations, and DDT on the honey bee, Apis mellifera L. Amherst, MA: University of Massachusetts. OCLC:14960318.
- Pan، Zhiliang (1997). The culture of bee forage crops. Amherst, MA: University of Massachusetts Amherst. OCLC:39669471.

## المناهج الدراسية
في العقد الأول بعد بناء المنحل، تم تدريس عدة دورات في تربية النحل وسلوك النحل. بحلول عام 1911 أصبحت الكلية تملك 20 خلية نحل بالإضافة إلى العديد من الخلايا المُقترضة، وتدرس برنامج مكون من خمسة دورات في الفصل الصيفي  وفي غضون خمس سنوات، جمعت الكلية 50 خلية ومجموعة واسعة من كتب ومعدات تربية النحل. في السنة التي تلت ذلك، أنشئت مدرسة صيفية لتعليم تربية النحل حيث كانت تُدرس الدورات الخمس السابقة بإلاضافة إلى تدريس علم البستنة 

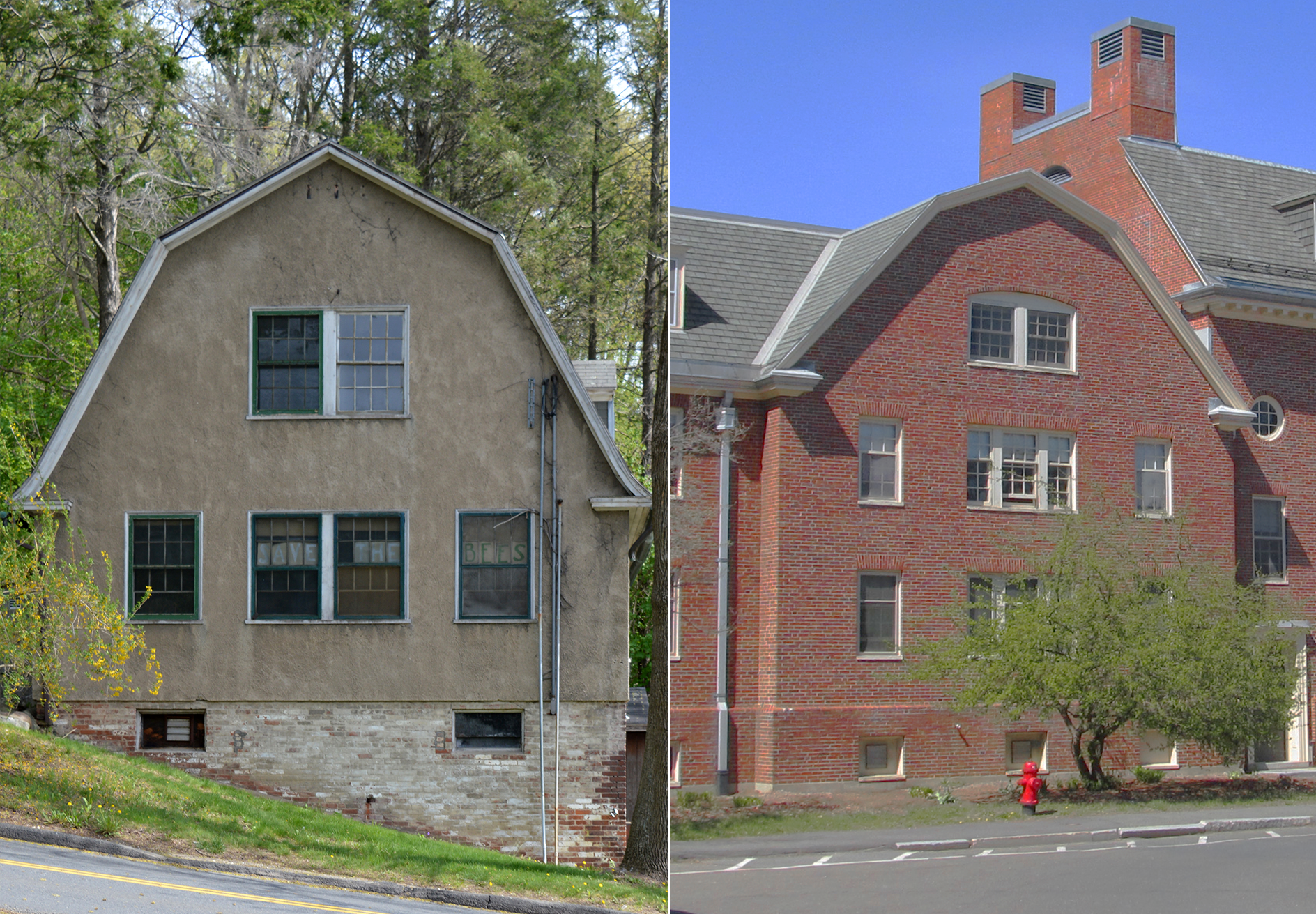

أحيط مختبر المنحل وقت بنائه بالحقول والبساتين، أما الآن فهو محاط بالعديد من الأشجار والمباني الأكاديمية الأخرى
. تُظهر الصور القديمة للمنحل أن ساحة الخلية في الأصل كانت مساحتها 2 فدان، حالياً تم استغلال جزء من المساحة في الأحياء السكنية.
تم بناء المبنى نفسه في جانب ماونت بليزانت، مع تغطية الجانب الشرقي بأكمله من الطابق السفلي بالكامل من الأرض. من المرجح أن يستخدم هذا التصميم «الحظيرة البنكية» للسماح بنقل خلايا النحل بسهولة من الفناء إلى قبو الشتاء، وتسهيل التحكم في درجة حرارة المبنى .

1. 
2. 
3. 
4. 
5. 
6. 
7. 
8. 
9. 
10. 
11. 
12. 
13. 
14. 
15. 
16. 

جامعة ماساتشوستس امهيرست,Department of Microbiology*
 معرض قسم المجموعات الخاصة، جامعة ماساتشوستس أمهيرست. العديد من الكتب المدرجة هي مجلدات سابقة من مجموعة المنحل.,
Apiculture and Culture*